# Сургодь
Сургодь (тат. Sırqıdı, Сыркыды) — село в Торбеевском районе Мордовской Республики. Родом из этого села классик татарской поэзии Хади Такташ. 
Расположено на левом берегу Парцы, в 13 км от районного центра и железнодорожной станции Торбеево. Название-антропоним: от дохристианского имени Сургодь (Суродей). В 1931 г. был создан колхоз им. Сталина, с 1996 г. — СХПК им. Х. Такташа. В современном селе — средняя школа, библиотека, медпункт, Дом культуры, отделение связи. В Сургодьскую сельскую администрацию входят пос. Майский (14 чел.) и д. Черёмушки (22 чел.). Законом от 17 мая 2018 года N 51-З, Лопатинское сельское поселение и сельсовет были упразднены, а входившие в их состав населённые пункты (деревни Аксёновка, Гальчевка, Зарубята, Шмидовка и село Лопатино) были включены в состав Сургодьского сельского поселения и сельсовета с административным центром в селе Сургодь.

## Известные уроженецы
- Хади Такташ (1901-1931), писатель.
- Ахмед Мустафинов (1904-1963), геолог.
- Ибрагим Аганин (1923-1987), разведчик.

## Название
По одной версии происходит от татарского слово "Сөргеннәр" что означает Изгнаники.
По другой версии от мордовского "Сура куд" тоесть дома с просо.

## Население
- 2022 год — 303 чел.
- 2016 год — 304 чел.
- 2015 год — 309 чел.
- 2014 год — 319 чел.
- 2013 год — 327 чел.
- 2012 год — 335 чел.
- 2010 год — 341 чел.
- 2008 год — 355 чел.
- 2004 год – 398 чел., мордва 44,7%,татары 39,7%,русские 14,4%
- 2002 год — 427 чел., татары 48 %, мордва 30 %
- 2001 год — 418 чел.,
- 1931 год — 3842 чел., татары
- 1928 год – 3478 чел.,
- 1914 год — 3628 чел., 1824 дес. земли
- 1912 год – 3430 чел.,  (1780 мужчин,1650 женщин)
- 1897 год – 2349 чел.,
- 1882 год — 2178 чел., (Татар мужчин 1000, женщин 1028; Русских 75 чел., обоего пола)
- 1877 год — 1733 чел., 227 дворов
- 1862 год — 1354 чел,. (649 мужчин,705 женщин) 180 дворов
- 1858 год — 1344 чел,. (644 мужчин,700 женщин) 170 дворов
- 1795 год — татар 617 чел,. (312 мужчин,305 женщин)
- 1782 год — 596 чел,. (301 мужчин,295 женщин)

## История
Впервые село Сыркыды упоминается в 1649 году в рамках Кадомского уезда (ныне – территория Рязанской области). Затем эта местность вошла в состав Тамбовского наместничества (позже – губернии) и относилась к территории Замокшанского стана Шацкого уезда. А в 1779 году эти земли отошли к образованному Спасскому уезду. По «Памятной книге Тамбовской губернии» Спасский уезд в 1893 году имел 16 волостей, включая Зарубинскую, в которую входило село Сыркыды.
Точно известно, что в 1834 г. в селе была мечеть, так как в упомянутом году татарин А. Инакаев вёл переписку с ОМДС об утверждении его имамом в местной соборной мечети. В 1862 г. в селе была всего одна мечеть, однако уже в 1881 г. был утвержден проект постройки третьей мечети, а в 1907 году — четвертой. Имамы всех мечетей были из рода Янакаевых.
В 1862 г. в селе в 180 дворах проживали 1354 человека. Но уже в начале XX в. татарское население Сургоди Спасского уезда составляло 2580 душ обоего пола. В этом селе имелось две татарские школы, в одной из которых обучалось 60, а в другой 28 мальчиков. Преподаванием занимались местные муллы Абубакир Янакаев и Садреддин Уваркин. Обучение велось по старому методу. Сами школы состояли в ведении инспектора народных училищ, со стороны которого и происходил весь контроль действий за обучающим процессом.
У крестьян сц. Сургоди существовало подворно-наследственное землевладение. Однако, к концу XIX в. вследствие произошедшего крайнего раздробления земельной собственности татарам пришлось переделить землю по душам. К такому решению не присоединились домохозяева, у которых сохранились довольно крупные участки. По переписи 1882 г. оказалось, всех домохозяев (вместе с русскими) было 286 человек, из этого числа 227 человек состояли в земельной общине. Лишь 59 домохозяев имели отдельно от общинников наследственные подворные участки земли, которых не коснулись передел. В участковом землевладении сц. Сургоди к концу XIX в. имелась 181 десятина земли.
Сургодьский сельский Совет был организован в 1866 году. В январе 2006 года переименован в Сургодьское сельское поселение.
Проживающие в селе татары занимались земледелием.
В 1931 году в селе вспыхнул пожар, в котором сгорело около 250 домов. Пожар также тушил Хади Такташ, в последний раз приехавший в Сургодь.
С 1996 г. — СХПК им. Х. Такташа. В современном селе — средняя школа, библиотека, медпункт, Дом культуры, отделение связи. В Сургодьскую сельскую администрацию входят пос. Майский (14 чел.) и д. Черёмушки (22 чел.). Законом от 17 мая 2018 года N 51-З, Лопатинское сельское поселение и сельсовет были упразднены, а входившие в их состав населённые пункты (деревни Аксёновка, Гальчевка, Зарубята, Шмидовка и село Лопатино) были включены в состав Сургодьского сельского поселения и сельсовета с административным центром в селе Сургодь.